# Романув (Груєцький повіт)
Романув (пол. Romanów) — село в Польщі, у гміні Ґощин Груєцького повіту Мазовецького воєводства.
Населення — 115 осіб (2011).
У 1975-1998 роках село належало до Радомського воєводства.

## Демографія
Демографічна структура станом на 31 березня 2011 року:
|          | Загалом | Допрацездатний вік | Працездатний вік | Постпрацездатний вік |
| -------- | ------- | ------------------ | ---------------- | -------------------- |
| Чоловіки | 58      | 16                 | 36               | 6                    |
| Жінки    | 57      | 14                 | 30               | 13                   |
| Разом    | 115     | 30                 | 66               | 19                   |